# Молодіжна збірна Уельсу з футболу
Молодіжна збірна Уельсу з футболу (англ. Wales national under-21 football team) — національна футбольна збірна Уельсу, у складі якої можуть виступати валлійські футболісти у віці 21 року та молодше. Одна із наймолодших молодіжних збірних, дебютувала у молодіжному чемпіонаті Європи лише 1994, до фінальної частини не потрапляла, у 2009 році в кваліфікаційному раунді плей-оф поступилась за сумою двох матчів молодіжній збірній Англії 4:5.

## Виступи начемпіонатах Європи
| Рік  | Підсумок                        |
| ---- | ------------------------------- |
| 1994 | Не пройшла кваліфікацію         |
| 1996 | Не пройшла кваліфікацію         |
| 1998 | Не пройшла кваліфікацію         |
| 2000 | Не пройшла кваліфікацію         |
| 2002 | Не пройшла кваліфікацію         |
| 2004 | Не пройшла кваліфікацію         |
| 2006 | Не пройшла кваліфікацію         |
| 2007 | Не пройшла кваліфікацію         |
| 2009 | Не пройшла кваліфікацію плей-оф |
| 2011 | Не пройшла кваліфікацію         |
| 2013 | Не пройшла кваліфікацію         |
| 2015 | Не пройшла кваліфікацію         |
| 2017 | Не пройшла кваліфікацію         |
| 2019 | Не пройшла кваліфікацію         |
| 2021 | Не пройшла кваліфікацію         |
| 2023 | Не пройшла кваліфікацію         |
| 2025 | Не пройшла кваліфікацію         |